# تيري إل. بروس
تيري إل. بروس (بالإنجليزية: Terry L. Bruce)‏ هو محامي وسياسي أمريكي، ولد في 25 مارس 1944 في أولني في الولايات المتحدة. حزبياً، نشط في الحزب الديمقراطي. في انتخابات مجلس النواب الأمريكي 1990 ‏، انتخب عضو مجلس النواب الأمريكي عن دائرة Illinois's 19th congressional district ‏ وقد انضم خلال فترته النيابية ‏ (3 يناير 1991 – 3 يناير 1993)  للكتلة البرلمانية الحزب الديمقراطي وانتخب عضو مجلس النواب الأمريكي.